# インテリジェントライセンス2
インテリジェントライセンス2（PQ2: Practical Intelligence Quotient 2）は、PlayStation Portableのソフト。

## 概要
2006年12月21日にナウプロダクションから発売。
京都大学教授の子安増生が監修。
PQと略される実用的知能指数を測定して高める。これは知識を実生活でうまく応用する力としている。
電撃OnlineGAMESでは、青山さゆりや清水楓などのグラビアアイドルをこのソフトを通じて天才に育成すると言う企画が行われていた。